# Lissoclinum wandeli
Lissoclinum wandeli är en sjöpungsart som först beskrevs av Hartmeyer 1924.  Lissoclinum wandeli ingår i släktet Lissoclinum och familjen Didemnidae.
Artens utbredningsområde är Norra Ishavet. Inga underarter finns listade i Catalogue of Life.